# Die Hunde sind los
Die Hunde sind los ist ein britischer Zeichentrickfilm aus dem Jahr 1982 von Regisseur Martin Rosen, nach dem 1977 erschienenen Roman Die Hunde des Schwarzen Todes von Richard Adams. Er handelt von zwei Hunden, die aus einem Tierversuchs-Labor fliehen und versuchen ein neues Zuhause zu finden. Der Film kam am 21. Oktober 1982 in die (west-)deutschen Kinos.

## Handlung
Der Labrador Wuff und der Terrier Snitter leben in einem Forschungsinstitut im englischen Lake District, wo beide auf grausame Art zu Forschungszwecken misshandelt und gefoltert werden. Eines Nachts bemerkt Snitter, dass die Tür zu Wuffs Käfig nicht vollständig zugemacht wurde, und er macht ihn darauf aufmerksam. Auf diese Weise können beide Hunde aus dem Labor fliehen. In der Freiheit träumt Snitter von einem neuen Herren, während Wuff der festen Überzeugung ist, dass alle Menschen grausam sind. Sie versuchen in der Wildnis zu überleben, müssen jedoch bald feststellen, dass sie durch die Versuche im Labor von der Freiheit entwöhnt worden sind. Zum Glück lernen die beiden kurz darauf einen Fuchs kennen, der ihnen das Überleben in der Wildnis beibringt. Währenddessen verbreitet ein Reporter die Nachricht, dass die beiden Hunde die Erreger der Beulenpest in sich tragen. Durch diese Falschmeldung beginnt eine Hetzjagd auf die Hunde. Am Ende des Films schwimmen sie, der ständigen Flucht überdrüssig, zu einer Insel auf das Meer hinaus. Als dabei zunehmend ihre Kräfte schwinden, deutet sich an, dass sie dabei ertrinken. Auch die Existenz der Insel bleibt mehr als fraglich und allenfalls eine Fata Morgana, da sie im Nebel schwimmen. Das Ende bleibt offen.

## Synchronsprecher
| Rolle                    | englischer Sprecher   | deutscher Sprecher      |
| ------------------------ | --------------------- | ----------------------- |
| Snitter                  | John Hurt             | Joachim Tennstedt       |
| Wuff (im Original: Rowf) | Christopher Benjamin  | Helmut Krauss           |
| Dr. Robert Boycott       | Nigel Hawthorne       | Friedrich W. Bauschulte |
| Dr. Stephen Powell       | Bernard Hepton        | Wolfgang Ziffer         |
| Radiomoderator           |                       | Helmut Gauss            |
| Fleischer                |                       | Norbert Langer          |
| Jack                     |                       | Gerd Duwner             |
| Don (Schäferhund)        | John Bennett          | Jochen Schröder         |
| Wag (Schäferhund)        | Warren Mitchell       | Wolfgang Völz           |
| Fuchs                    | James Bolam           | Klaus Jepsen            |
| Dennis Williamson        | John Franklyn-Robbins | Alexander Herzog        |
| Reporter Steve           |                       | Lothar Hinze            |
| Chefredakteur            | Bill Maynard          | Gerd Duwner             |
| Lynn Driver              | Penelope Lee          | Anita Lochner           |
| Eckland                  |                       | Eberhard Prüter         |
| Politiker                |                       | Jochen Schröder         |
| Major                    | Patrick Stewart       | Christian Rode          |
| Sergeant                 | Philip Locke          | Wolfgang Pampel         |

## Wirkung
Der Film ist zwar ein Zeichentrickfilm, aber in noch stärkerem Maße als Watership Down nicht für Kinder geeignet. Die Atmosphäre des Films ist durchwegs traurig und düster. Genau wie der Roman Die Hunde des Schwarzen Todes kritisiert der Film Sinn und Zweck von Tierversuchen und fordert auf, Tiere respektvoller zu behandeln.

## Kritik
„Achtung: harte Kost ohne Niedlichkeitsfaktor und viel zu düster für Kinder! Fazit: Verstörend, kritisch und sehr beklemmend“

„Mit melancholischen Bildern, subtil, ohne Schockeffekte erzählt der bemerkenswerte Zeichentrickfilm die Geschichte eines großen Scheiterns und ausweglosen Überlebenskampfes gegen die Macht der Menschen und ihre Gewalttätigkeit gegen die Natur. Die Verhaltensweise der gequälten Hunde ist so realistisch wie ihre gezeichnete Umwelt, wobei die Menschen bezeichnenderweise nur als Schatten erscheinen.“

## Veröffentlichung
Im Handel erschien der Film als DVD und VHS. Für den deutschen Markt war die DVD allerdings nur in der stark gekürzten Version von 82 Minuten erhältlich. Die ungekürzte Version wurde nur im Kino aufgeführt und auf VHS vertrieben. Im Kino wurde der Film ab 6 freigegeben, erst im Handel wurde die Freigabe auf „ab 12“ erhöht.
Mittlerweile ist auch die ungekürzte Fassung durch das Label PIDAX in Deutschland veröffentlicht worden, aber nur auf DVD (Stand April 2025).